# Kłopotowo (województwo zachodniopomorskie)
Kłopotowo (niem. Klaptow) – osada w Polsce położona w województwie zachodniopomorskim, w powiecie kołobrzeskim, w gminie Dygowo.
Według danych z 1 stycznia 2011 r. osada miała 210 mieszkańców.
W miejscowości działało Państwowe Gospodarstwo Rolne Kłopotowo.

## Historia
Kłopotowo to miejscowość o metryce średniowiecznej, stare lenno rodu von Rahmel. Miejscowość wymieniona jest w dokumencie biskupa kamieńskiego Hermanna von Gleichena, uposażającym kościół parafialny we Wrzosowie oraz przyłączającym do parafii wśród sześciu wiosek także Kłopotowo. Również dokument z 1276 roku wystawiony przez tego samego biskupa, wyliczający posiadłości i dochody Kapituły Kolegiackiej w Kołobrzegu, wymienia wśród jej dóbr Kłopotowo. W 1650 roku właścicielem Kłopotowa był pułkownik Wedig von Bonin. Później majątek był w posiadaniu rodzin von Natzmer, Zimmermann. W końcu XIX i na początku XX wieku Kłopotowo należało do Karla Brauna. Około 1910 roku zostało zakupione przez Hasso von Wedela, który w 1911 roku wzniósł obecny okazały dwór.

## Zabytki i obiekty turystyczne
- kościół fil. pw. św. Andrzeja Apostoła, XIV, XVI, XVIII, nr rej.: A-1078 z 8.11.1956. Wzniesiony z cegły i kamieni polnych najprawdopodobniej w XIV w. w stylu gotycko-romańskim, przebudowany w epoce baroku, restaurowany w wieku XIX. Świątynia w Kłopotowie musiała zostać wybudowana najpóźniej w pierwszej połowie XVI w., ponieważ już istniała, kiedy w 1553 r. została przejęta przez wyznanie ewangelickie[5].
Świątynia jest orientowana, murowana z cegły i kamieni polnych, oszkarpowana, jednonawowa, na rzucie prostokąta, z niewyodrębnionym prezbiterium, zamkniętym półkoliście. Od strony zachodniej usytuowana jest prostokątna wieża, przykryta dachem siodłowym. We wnętrzu świątyni strop drewniany, belkowy, otwory okienne zamknięte półkoliście.
Po wojennych zniszczeniach został przekazany dopiero w 1973 roku diecezji koszalińsko-kołobrzeskiej, utworzonej w 1972 roku, stając się kościołem filialnym parafii we Wrzosowie. Na placu przykościelnym rośnie 600-letni dąb szypułkowy wpisany do rejestru pomników przyrody o obwodzie 6,8 m i wysokości 25 m. Stan zdrowotny drzewa jest przeciętny.
- zespół pałacowy-parkowy:
  - pałac (dec. dwór), 1910, nr rej.: A-1885 z 11.03.2021. Dwór von Wedelów jest budowlą modernistyczną z elementami późnego neorenesansu. Dwuskrzydłowy i niesymetryczny z ozdobnymi wykuszami, narożnym podcieniem i graniastą wieżą z wydłużonym baniastym hełmem, elewacje zdobią maszkarony oraz płaskorzeźby wojowników i zwierząt[6]. Do dziś w jednej części budynku pozostały drewniane elementy. Wewnątrz zachowały się oryginalne malowane stropy, kominek i ozdobna posadzka. Sklepienie wnęki dekorowane jest kasetonami z namalowanymi znakami zodiaku. Dawniej w holu umieszczone było duże drzewo genealogiczne rodu von Wedel. Z odnalezionego drzewa genealogicznego dawnych właścicieli Kłopotowa wynika, że posiadłość została zbudowana przez możny ród von Wedlów wywodzących się z Tuczna i blisko spokrewnionych z magnatami, koszalińsko-kołobrzeskimi baronami Kamykami. Po wojnie budynek ten służył jako ośrodek kolonijny. W 1919 roku w Kłopotowie przebywał zaprzyjaźniony z rodziną von Wedel feldmarszałek niemiecki Paul von Hindenburg. Na pamiątkę swego pobytu feldmarszałek posadził w parku dąb. Obok niego położono kamień, na którym wyryto napis w języku niemieckim: Diese Eiche pflanzte am Mai 1919 Generalfeldmarschall von Hindenburg.
  - park, XIX/XX, nr rej.: A-1885 z 26.11.1976. Naturalistyczny park z końca XIX w. o powierzchni 6 ha (buki, dęby szypułkowe i błotne, lipy, sosny). Idąc od kamienia w głąb parku dojdzie się do miejsca, gdzie dawniej znajdował się staw, w którym hodowano karpie. Obecnie płynie tam niewielki strumyk. Historia powstania parku przy dworze i etapy przekształceń nie są znane. Z oceny układów przestrzennych wnioskować można, że park ma styl naturalistyczny. Rozprzestrzenia się na obszarze naturalnie pofałdowanym. Drzewostan parku liczący od 100 – 200 lat jest rodzimego pochodzenia. Rośnie tu kilka gatunków wierzb tj. krucha, biała, szara oraz olchy czarne. Na poboczu przeważają jesiony, wiązy polne, dęby szypułkowe i buki. Występuje też buk odmiany czerwonolistnej. Wśród drzew iglastych na uwagę zasługują dwa dorodne egzemplarze jodły białej oraz kilka świerków pospolitych.
  - zespół folwarczny, z drugiej poł. XIX, nr rej.: A-1885 z 6.03.2020:
    - zachodnia część podwórza
    - spichrz, 1885
    - stodoła

  - aleja kasztanowa
  - część ogrodzenia, mur[7].

inne
- grodzisko ok. 1,5 km na wschód od wsi z przełomu IX i X w., grodzisko nizinne, jednoczłonowe, położone na nieznacznym wzniesieniu przylegającym do doliny rzeki Parsęty, na wschód od zabudowań we wsi Kłopotowo. Wymiary 40-50x 120 m, wysokość 5–7 m. Przed wojną i następnie w latach 50. i 60. XX w. prowadzono tu badania sondażowe. Badania powojenne dostarczyły ułamków naczyń ceramicznych zdobionych, które pozwoliły określić chronologię obiektu.
- cmentarzysko kurhanowe z wczesnego średniowiecza położone na południowy wschód od grodziska (z VIII-X w.) i na wschód od zabudowań wsi Kłopotowo,. Bezpośrednio na południowy wschód od grodziska usytuowane jest cmentarzysko kurhanowe z okresu wczesnego średniowiecza, na którym w latach 20. XX wieku odkryto groby szkieletowe.
- neogotycka owczarnia murowana z 1865 r.